# Tsuna Sawada
Tsunayoshi Sawada (沢田綱吉), comúnmente apodado "Tsuna" (ツナ?), es un personaje de ficción protagonista de Katekyō Hitman Reborn!. Es jefe de la décima generación de la familia Vongola. El primer método para hacer cambiar su actitud de perdedor es con unas balas especiales llamadas "Balas de la Última Voluntad".

## Características
No está dispuesto a tomar parte en todo lo que tiene que ver con la mafia. Niega ser el futuro jefe de los Vongola y trata de evitar relacionarse con cualquier persona involucrada en sus negocios. Está sorprendido y horrorizado por las acciones mafiosas. Más tarde, a pesar de que todavía no quiere tener nada que ver con la mafia, es agradecido por los amigos que ha hecho desde que conoció a Reborn. Él se preocupa mucho por su nueva "familia" (especialmente por Kyoko y Haru) y se puso en el camino del peligro, a fin de protegerlos.
Hay muchos paralelismos entre Tsuna y el primer jefe y fundador de la familia Vongola, Giotto. Tanto de su personalidad es probable que sean muy similares, ya que se ha demostrado que tienen objetivos similares y la forma de las normas.
Tsuna en su estado Hyper su personalidad cambia por una seria, valiente y un tanto agresivo aunque se sabe que ahora ya no necesita las balas de Reborn para entrar en el estado Hyper y que también muestra una actitud calmada y racional cada vez que ha de tomar una decisión importante, ya sea para sí mismo o para toda su familia.

## Historia
Es estudiante de Secundaria y Jefe en formación de la familia Vongola. La razón por la cual Tsuna fue elegido es porque él es el tatara-tatara-tataranieto del primer jefe Vongola, Giotto, quien se había ido a Japón para retirarse. Asimismo, los demás candidatos, por la posición de la cabeza de la Familia Vongola, fallecieron.
Antes de que Reborn encontrara a Tsuna, Tsuna era conocido como "Tsuna Inútil" o "Perdedor Tsuna" (Dame-Tsuna) por sus bajas calificaciones, actitud miedosa, mala suerte, y la falta de atletismo. Cuando Reborn le dispara con la Bala de la Última Voluntad de la familia Vongola, regresa como un poderoso guerrero medio desnudo (solo tiene su ropa interior puesta) con una llama en su frente y omitiese ojos. Sin embargo, esto solo funciona si tiene algún tipo de arrepentimiento en el momento que Reborn le dispara . Después de cinco minutos, se convierte de nuevo en su yo normal, por lo general avergonzado por el hecho de que él este en público solo con su ropa interior.
Más adelante, durante la prueba de Reborn en la batalla contra el primer antagonista, Mukuro, obtiene los X-Gloves y un nuevo tipo de bala, que en lugar de "revivir" a Tsuna con determinación, "despierta" el instinto peleador de Tsuna, permitiéndole usar al máximo una habilidad que solo aparece a los descendientes de Primo: la Hiper-intuición, que permite predecir todos y cada uno de los movimientos hechos por un humano, pero no de objetos o robots.
Durante la saga de las Batallas por los Anillos contra el Escuadrón de Asesinato Independiente de los Vongola, los Varia, llega a dominar la técnica del mismo Primo, el Avanzado Punto Zero, el contrario de la llama de la Última Voluntad, utilizando un entrenamiento similar al del Primer Vongola, porque sus armas son las mismas (los Guantes Vongola). Además, desarrolla una técnica propia, el Avanzado Punto Zero Personalizado, que en lugar de congelar la llama, como la técnica del Primo Vongola, "absorbe" la llama de la Última Voluntad del adversario, evitando el daño y volviéndose más rápido aún.
En la saga del Futuro, aprende a canalizar su llama de la Última Voluntad a través del Anillo Vongola del Cielo, llegando al máximo poder con los X-Gloves. Pero debido a que no era lo suficientemente fuerte, Reborn le hace pasar la prueba para convertirse en el absolutamente legítimo Décimo Vongola. En el episodio se ve el Primer Vongola, Primo, junto con los otros antiguos jefes Vongola, homenajeándole. Giotto es igual a Tsuna, pero con el cabello rubio, con un traje negro y una capa negra. Después de esa experiencia, los X-Gloves de Tsuna "evolucionan" a una nueva etapa: los X-Gloves Versión Anillo Vongola. La llama de estos guantes no son como los anteriores, que respondían a los deseos de Tsuna, sino que el poder es liberado de repente, creando una llama muy agresiva y pura.
Cuando están en el futuro, gracias a una indirecta de Haru, desarrollo lo que sería su arma más poderosa: el X-Burner, un poderoso disparo de llamas agresivas y un apoyo de llamas suaves. De este ataque derivaría el X-Burner Aéreo. Gracias a Spanner, un extécnico de Millefiore, obtiene unas lentillas que le permiten saber exactamente la cantidad de llamas que emiten los guantes, para poder equilibrarlas. También permiten apuntar al enemigo sin margen de error.
Se sabe que su Caja Vongola es un león, dibujado de forma infantil, que puede petrificar al enemigo con su gruñido, al igual que el Liger Tempesta di Cielo de Xanxus. Su arma de caja le permite obtener dos cosas: la capa de Giotto, el Mantello di Primo Vongola (un manto indestructible) y también realizar un ataque con un poder aun mayor que el X-Burner, el Big Bang Axel. Este ataque lo utiliza contra Byakuran, jefe de la familia Millefiore, pero este lo para con relativa facilidad. Su arma de la caja se llama Natsu.
En la saga Simon, su anillo Vongola obtenido en la saga del futuro es destruido por la fuerza de Enma, Jefe de la familia Simom. Para recuperar sus anillos, deben pasar una prueba que consiste en transferir su poder de llamas de última voluntad a sus anillos destruidos para revivirlos. Al lograrlo, estos evolucionan, convirtiéndose en objetos personalizados versión X. Cabe destacar que el objeto personalizado de Tsunayoshi Sawada no tiene grandes cambios; mantiene el anillo Vongola y de Natsu, y se incorporan unos brazaletes unidos a sus piernas.
Llama del Cielo: Tsuna, al ser el heredero y futuro jefe de la Familia Vongola, posee al igual que el resto de los líderes de la Familia, la Llama de Última Voluntad del Cielo, que es su base principal de todas sus técnicas.
Zero Point Breakthrough: First Edition (Avanzado Punto Cero: Primera Edición): "Zero Chitten Toppa: Fāsuto Edishon" Es la técnica Maestra de Vongola Primo, Giotto.. A través de esta técnica, Tsuna es capaz de congelar lo que toque, pudiendo congelar las manos del oponente o todo su cuerpo si lo desea. Cuando la técnica está en uso, Tsuna pone las manos en forma de triángulo, las llamas liberadas de los guantes empiezan a producirse de forma irregular, como si parpadearan. En el caso del Noveno, las llamas se liberan desde su bastón. Cuando Tsuna usa esta técnica contra Xanxus en el anime, lo congela agarrándolo de las manos, lo que demuestra que no es obligatoria la posición de las manos para aplicar la técnica, sino sólo para prepararla. Hasta el momento, que se sepa, sólo Primo, el Noveno y Tsuna han sido capaces de dominar dicha técnica.
Zero Point Breakthroug: Revised (Avanzado Punto Cero: Revisado): " Es la versión de Tsuna del Avanzado Punto Cero, Tsuna desarrolló esta habilidad utilizando su súper intuición, con la cual en lugar de congelar, absorbe las llamas de su rival, sumándolas a las suyas y aumentando así su poder. La usó por primera vez contra Xanxus en su pelea, absorbiendo la Llama de la Ira de este.
X-Burner: Es el ataque más usado de Tsuna, desarrollado por su yo del futuro. Tsuna aprende este ataque para su pelea contra la Familia Millefiore. El ataque consiste en usar los X-Gloves Versión Anillo Vongola para liberar una gran cantidad de llamas de la última voluntad hacia el oponente y balancearlas con llamas suaves apuntando en la dirección opuesta, de modo que no salga despedido por la fuerza del lanzamiento. Es un devastador ataque con un gran poder ofensivo.
X-Burner Air:  Es la versión aérea del X-Burner, Tsuna la utilizó por primera vez en la pelea contra King Mosca, logrando destruirlo a pesar de que la técnica estaba incompleta.
X-Burner Concentrado: Es una versión muy concentrada del X-Burner, siendo de mucho menor tamaño que la original, pero igual es devastadora
X-Stream: Tsuna empieza a girar en torno al enemigo a gran velocidad, mientras libera llamas, creando un potente espiral de llamas de la última voluntad entorno al enemigo. Este ataque ha sido usado contra el escuadrón de la muerte de Iris Hepburn y contra Vindicel
Big Bang Axle: Tsuna concentra una gran cantidad de llamas en su puño derecho, teniendo el mismo poder que el X-Burner, pero concentrado, siendo un ataque increíblemente poderoso. Esta técnica fue usada contra Byakuran, es necesario antes haber usado el Mitena Di Vongola Primo.
Burning Axle: Después de que Primo despertara todo el poder de los Anillos Vongola, el poder del Big Bang Axle es aumentado, teniendo el poder suficiente para acabar con Byakuran de un solo golpe, volviéndose posiblemente la técnica más poderosa de Tsuna.
XX-Burner: Esta técnica solo se ha visto utilizada junto con el Vongola Gear Versión X de Cielo y consiste en lanzar una gran oleada de llamas de máxima intensidad con ambas manos hacia el rival, mientras que los propulsores de ambos guantes lanzan una flama suave en dirección opuesta para amortiguar el impacto.
X-Cannon: Esta técnica solo se utiliza cuando el Vongola Gear de Tsuna cambia de forma al combinarse con Natsu, dándoles unos propulsores a los guantes con los que pueden lanzar una flama suave para a mortiguar el golpe mientras que un solo guante lanza la suficiente cantidad de llamas para lograr lanzar dos esferas de llamas en forma de cañón. 
Llama del Juramento: Es un tipo de llama especial obtenida por Tsuna luego que su Vongola Gear se fusionara con el Anillo Simon de Enma. Esta llama le permite utilizar tanto las capacidades de la Llama del Cielo como de la Llama de la Tierra, es decir que tiene un control sobre la gravedad. Incluso, esto le permite hacer que sus huesos sean reforzados con una capa de gravedad, haciéndolos mucho más resistentes. Esta llama representa la promesa que hicieron Giotto, el Vongola Primo, y Cozarto Simon, el Simon Primo.
X-Burner del Juramento: Tsuna es capaz de lanzar un X-Burner utilizando la Llama del Juramento que no requiere el equilibrio entre las llamas. Esto se debe al control sobre la gravedad que tiene esta llama.